# Перемишльський повіт (II Річ Посполита)
Перемишльський повіт (нім. Bezirk Przemyśl; пол. Powiat przemyski) — історична адміністративно-територіальна одиниця у складі Королівства Галичини і Володимирії, ЗУНР, Польщі та УРСР. Центром повіту було м. Перемишль.

## У складі Австро-Угорщини
Провісник пізнішого повіту Судовий повіт Перемишль (адміністративно-судовий орган влади) був створений наприкінці 1850 р. Повітова судова виконавча влада підпорядковувалась утвореному того ж року апеляційному суду у Львові (за підпорядкованістю до якого повіти вважались належними до Східної Галичини на противагу апеляційному суду у Кракові як критерію належності до Західної Галичини).
Сам Перемишльський повіт як орган адміністративної влади після проголошення в 1854 р. був створений 29 вересня 1855 р. (паралельно до наявного судового повіту) у складі округу Перемишль.
Після скасування окружних відомств наприкінці жовтня 1865 р. їх компетенція перейшла до повітових управлінь. За розпорядженням міністерства внутрішніх справ Австро-Угорщини 23 січня 1867 року під час адміністративної реформи місцевого самоврядування збільшені повіти, зокрема до попереднього Перемишльського повіту (з 47 самоврядних громад-гмін) приєднані повіт Нижанковичі (з 46 гмін), 19 гмін повіту Радимно, 5 гмін (Буців, Медика, Шегині, Поздяч, Торки) повіту Мостиська та 1 гміна (Саночани) повіту Стара Сіль. Однак у повіті існували три окремі судові округи (повіти) — Перемишль, Нижанковичі й Дубецько.
Перемишльський повіт за переписом 1910 р. налічував 133 гміни (самоврядні громади) і 108 фільварків та займав площу 1002 км². В 1900 році населення становило 144 875 осіб, в 1910 році — 159 991 особа. Більшість населення — 79 924 українці-грекокатолики (50 %), 56 623 римокатоликів (35 %) складали поляки і латинники, 22 543 юдеї становили близько 14 % населення.
Українська більшість населення повіту початково стабільно обирала українців послами до Галицького сейму від повіту за IV курією (1861 р. — Григорій Гинилевич, 1867 р. — Василь Ковальський, 1870 р. — Григорій Шашкевич), однак після 1877 року польська влада протягувала поляків силовим пресингом, який іноді українцям вдавалося подолати (1895 р. — Степан Новаківський, 1913 р. — Теофіл Кормош).

## У складі ЗУНР
З першого листопада 1918 р. в Перемишлі діяла змішана українсько-польська комісія (по 4 особи з кожного боку), але 4 листопада місто опинилось поділеним: українцям дісталось правобережжя, а полякам — Засяння. Після прибуття військової підмоги поляки 10 листопада захопили все місто й ув'язнили членів повітової ради.
Повіт входив до Львівської військової області ЗУНР. Головою Повітової УНРади обраний адвокат д-р Теофіль Кормош (УНДП). Делегатами до УНРади обрані: від міста — директор гімназії Андрій Алиськевич, від повіту — професор гімназії Михайло Демчук.

## Під польською окупацією
Включений до складу Львівського воєводства Польщі після утворення воєводства у 1920 році на окупованих землях ЗУНР.
Українська більшість населення повіту обирала послом до Польського сейму від повіту Володимира Загайкевича у 1928 і 1930 роках.

### Зміни адміністративного поділу

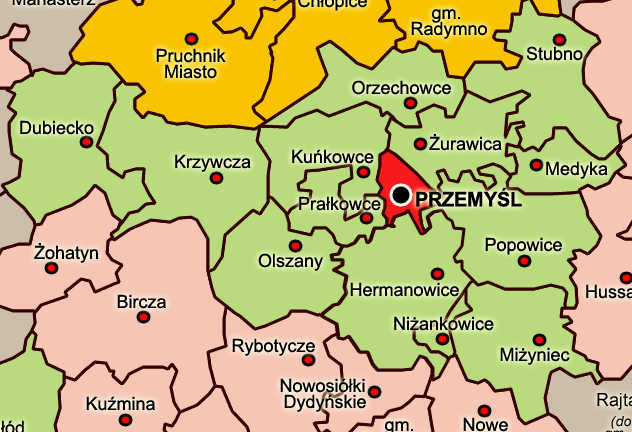
Перемишльський повіт

1 липня 1924 р. з території земель фільварку Буців утворена гміна Польська Маринка для польських колоністів.
1 жовтня 1927 р. з частин територій сільських громад (гмін) Дрогоїв, Гнатковичі і Малковичі утворено сільську гміну Орли, а з земель села Трійчичі — гміну Вацлавичі.
Розпорядженням міністра внутрішніх справ 11 квітня 1929 р. вилучено присілок Залісся з гміни Красічин і частину гміни Рікшиці та з них утворено самоврядну гміну Залісся.
1 серпня 1934 р. здійснено новий поділ на сільські ґміни внаслідок об'єднання дотогочасних (збережених від Австро-Угорщини) ґмін, які позначали громаду села. Новоутворені ґміни відповідали волості — об'єднували громади кількох сіл або (в дуже рідкісних випадках) обмежувались єдиним дуже великим селом.

#### Міста (Міські ґміни)
1. Перемишль
2. містечко Нижанковичі — міська ґміна до 1934 р.

#### Сільські ґміни
Кількість:
1920—1924 рр. — 121
1924—1927 рр. — 122
1927—1929 рр. — 124
1929—1934 рр. — 125
1934—1939 рр. — 13
| Об'єднані сільські ґміни 1934 року | Об'єднані сільські ґміни 1934 року | Старі сільські ґміни | Кількість |
| ---------------------------------- | ---------------------------------- | --- | --------- |
| 1                                  | Ґміна Германовичі                  | Аксманичі, Вітошинці, Горохівці, Германовичі, Даровичі, Заболотці, Клоковичі, Княжичі, Конюша, Конюшки, Корманичі, Куп'ятичі, Лучичі, Мальговичі, Молодовичі, Негрибка, Пікуличі, Підмостичі, Сілець, Серакізці, Сільча, Станіславчик, Фредрополь | 23        |
| 2                                  | Ґміна Дубецько                     | Бахорець, Гутисько-Ненадовске, Дрогобичка, м. Дубецько, Ісканя, Костева, Півхова, Передмістя Дубецьке, Руське Село, Сільниця, Сливниця | 11        |
| 3                                  | Ґміна Журавиця                     | Болестрашичі, Бушковичі, Бушковички, Вовче, Вишатичі, Журавиця | 6         |
| 4                                  | Ґміна Кривча                       | Бабичі, Бахів, Воля-Кривецька, Купна, Кривча, Ненадова, Речпіль, Рушельчичі, Скопів, Середна, Хирина | 11        |
| 5                                  | Ґміна Кіньківці                    | Белвин, Вапівці, Вуйковичі, Коритники, Кіньківці, Лутівня, Острів | 7         |
| 6                                  | Ґміна Медика                       | Медика, Шегині. | 2         |
| 7                                  | Ґміна Міженець                     | Боратичі, Боршевичі, Библо, Вілюничі, Грушатичі, Дешичі, Дроздовичі, Зоротовичі, Міженець, Пацьковичі, Саночани, Стороневичі | 12        |
| 8                                  | Ґміна Нижанковичі                  | Нижанковичі (з 1934) | 1         |
| 9                                  | Ґміна Ольшани                      | Брилинці, Вільшани, Красичі, Кречкова, Мільнів, Рікшиці, Тисова, Холовичі. | 8         |
| 10                                 | Ґміна Оріхівці                     | Батичі, Вацлавичі (з 01.10.1927), Гнатковичі, Дрогоїв, Дуньковички, Кусеничі, Мацьковичі, Малковичі, Орли (з 01.10.1927), Оріхівці, Трійчичі | 11        |
| 11                                 | Ґміна Поповичі                     | Биків, Гуречко, Гурко, Коровники, Новосілки, Плешевичі, Поповичі, Перекопань, Рожубовичі, Селиська, Тишковичі, Хідновичі, Храпличі, Циків, Яксманичі                                                                                              | 15        |
| 12                                 | Ґміна Пралківці                    | Залісся (з 11.04.1929), Красічин, Кругель Малий, Кругель Великий, Пралківці, Сливниця, Тернівці | 7         |
| 13                                 | Ґміна Стібно                       | Барич, Буців, Валява, Дусівці, Накло, Польська Маринка (з 01.07.1924), Поздяч, Склад Сільний, Стібенець, Стібно, Торки, Халупки Дусівські | 12        |

* Виділено місто та містечка, що були у складі сільських ґмін та не мали міських прав.

### Населення
У 1907 році українці-грекокатолики становили 51 % населення повіту.
У 1939 році в повіті проживало 167 340 мешканців (78 915 українців-грекокатоликів (47,16 %), 2 800 польськомовних українців-грекокатоликів (1,67 %), 4 475 українців-латинників (2,67 %), 54 695 поляків (32,68 %), 4 140 польських колоністів міжвоєнного періоду (2,47 %), 22 215 євреїв (13,28 %) і 100 німців та інших національностей (0,06 %)).
Публіковані польським урядом цифри про національний склад повіту за результатами перепису 1931 року (з 162 544 населення ніби-то було аж 86 393 (53,15 %) поляків при 60 005 (36,91 %) українців, 15 891 (9,78 %) євреїв і 76 (0,0 %) німців) суперечать шематизмам і даним, отриманим від місцевих жителів (див. вище) та пропорціям за допольськими (австрійськими) та післяпольськими (радянським 1940 і німецьким 1943) переписами.

## У складі СРСР
У середині вересня 1939 року німці окупували територію повіту, однак вже 26 вересня 1939 року мусіли відступити, оскільки за пактом Ріббентропа-Молотова правобережжя Сяну належало до радянської зони впливу. 27.11.1939 постановою Верховної Ради УРСР Перемишльський повіт включений до новоутвореної Дрогобицької області. 17 січня 1940 року територія повіту поділена на Медиківський, Нижанковицький і Перемишльський райони.

## Територія колишнього повіту в складі сучасної України
Сьогодні в межах України перебувають: колишня ґміни Міжинєц та Нижанковичі повністю, ґміна Поповичі — села Биків, Новосілки, Плешевичі, Поповичі, Тишковичі, Хідновичі, Циків, ґміна Германовичі — села Заболотці (нині в межах Нижанковичів) та Підмостичі, ґміна Медика — село Шегині, ґміна Стібно — село Буців.